# Amygdaleónas
Amygdaleónas (Amygdaleonas) är en ort i Grekland.   Den ligger i prefekturen Nomós Kaválas och regionen Östra Makedonien och Thrakien, i den nordöstra delen av landet, 300 km norr om huvudstaden Aten. Amygdaleónas ligger 72 meter över havet och antalet invånare är 2 724.
Terrängen runt Amygdaleónas är huvudsakligen kuperad, men västerut är den platt.  Närmaste större samhälle är Kavála, 4,7 km sydost om Amygdaleónas. 